# Ормож (община)
Община Ормож (словен. Občina Ormož) — одна з общин Словенії. Адміністративним центром є місто Ормож.
Одна з найважливіших виноробних общин, також розвивається туризм.

## Населення
У 2011 році в общині проживало 12603 осіб, 6271 чоловіків і 6332 жінок. Чисельність економічно активного населення (за місцем проживання), 5057 осіб. Середня щомісячна чиста заробітна плата одного працівника (EUR), 828,79 (в середньому по Словенії 987.39). Приблизно кожен другий житель у громаді має автомобіль (51 автомобілі на 100 жителів). Середній вік жителів склав 42,2 роки (в середньому по Словенії 41.8). 